# Río Grande (vattendrag i Spanien, Andalusien, Provincia de Málaga, lat 36,72, long -4,69)
Río Grande är ett vattendrag i Spanien.   Det ligger i provinsen Provincia de Málaga och regionen Andalusien, i den södra delen av landet, 400 km söder om huvudstaden Madrid.